# Hoya chunii
Hoya chunii är en oleanderväxtart som beskrevs av Ping Tao Li. Hoya chunii ingår i släktet Hoya och familjen oleanderväxter. Inga underarter finns listade i Catalogue of Life.